# Новый дон 2
«Новый дон 2» (англ. Bonanno: A Godfather's Story) — американо-канадский гангстерский телефильм об известном мафиози Джозефе Бонанно. Оригинальное название — «Бонанно: История крёстного отца» англ. Bonanno: A Godfather's Story). Поставлен в лучших традициях гангстерских жизнеописаний (в духе «Крёстного отца») по книгам «Связанные честью» (англ. Bound by Honor) Билла Бонанно и «Человек чести» Джозефа Бонанно и Серджо Лалли. Премьера в США — 25 июля 1999 года. В России фильм был показан под названием «Новый дон 2».

## Сюжет
Фильм рассказывает о жизни молодого иммигранта Джо Бонанно, приехавшего в Америку без гроша. С собой на новую родину он привёз традиции печально известной во всём мире мафии. В Нью-Йорке он стал частью итало-американской мафии. Несмотря на наличие сильных конкурентов, таких как знаменитые гангстеры Джо Массерия и Аль Капоне, он смог в жестокой борьбе прорваться к вершинам власти в «Коза Ностре». Уже в 26 лет Джозеф Бонанно после убийства врагами, дона Сальваторе Маранзано, занимает его место, становится самым молодым «крёстным отцом» в истории мафии. Ключом к успеху стали связи с политическими и общественными деятелями, которые умел налаживать Бонанно.

## В ролях
- Стив Спедикато — Джозеф Бонанно (в детстве, до 17)
- Брюс Рэмси — Джозеф Бонанно (в молодости, 17—27 лет)
- Тони Нарди — Джозеф Бонанно (в зрелости, 35—61 год)
- Мартин Ландау — Джозеф Бонанно (в старости, 94 года)
- Костас Мэндилор — Сальваторе Бонанно
- Эдвард Джеймс Олмос — Сальваторе Маранцано
- Вито Филлипо — Гаспар ДиГригарио (в молодости)
- Доменико Фиоре — Гаспар ДиГригарио (в старости, в титрах как Дом Фиоре)
- Винс Корацца — Лаки Лучано (в титрах: Винцент Корацца)
- Тони Калабретта — Джо Массерия
- Маурицио Тераццано — Альберт Анастазия (в молодости)
- Эмидио Микетти — Вито Дженовезе
- Лу Вани — Аль Капоне
- Гвидо Грассо младший — Питер Магаддино
- Захари Беннетт — Билл Бонанно
- Альдо Тирелли — Бастиано Бустер Доминго
- Фрэнк Пеллегрино — Джон Тартамелла
- Джессика Уэлш — Фанни Лабруццо (в молодости)
- Клаудиа Ферри — Фанни Лабруццо (в старости)
- Антонио Мальтезе — итальянский морской кадет
- Вито Рецца — дядя Фрэнк Лабруццо
- Пэтти ЛюПон — мисс C. Канзинарра
- Роберт Лоджа — дон Чиккио
- Гарри Стандджофски — Джо Стабиле
- Майкл А. Миранда — Джо Профачи (в титрах: Сильвио Оливейро)
- Рок ЛаФортьен — Санто Траффиканте
- Филип Боско — Стив Магаддино-старший
- Джо Де Пол — Карлос Марчелло
- Полина Б. Абарка — Асунта Профачи
- Карл Алакки — Сальваторе Себелла
- Мишель Альберт — Джек Руби
- Джино Риккардо Аркаро — человек Рузвельта
- Карло Берардинуччи — Винцент «Доктор» Дана
- Харви Бергер — сенатор-демократ Эстес Кефаувер
- Клаудия Бессо — Марджи
- Джо Бионди — лидер группировки
- Бэрри Блейк — флоридский судья
- Стефани Бланшетт — молодой врач
- Алессандра Боргезе — молодая хозяйка
- Джеймс Брэдфорд — нью-йоркский судья
- Роберт Брюстер — детектив
- Джанкарло Кальтабиано — Джо Валачи (в молодости)
- Майкл Чанкьюлло — Джо Валачи (в старости)
- Эндрю Кэмпбелл — человек Билла
- Антонио Кантафора — Стефано Магаддино
- Ник Кавайола — человек Лучано № 2
- Кэрол Чатель — тётушка Мэри Бонвентре
- Тони Чиарелли — лидер свадебного оркестра
- Патриция Чика — официантка
- Доменико Сиккарелли — Copy Boy
- Николя Кларицио — Джозеф Барбера
- Мэтью Куртманш — Лоренцо
- Ларри Дэй — капитан Комински
- Жильбер Деласойе — метродотель
- Доминик ДеЛео — Джо Коломбо
- Бруно Ди Квенцио — Джонни Роселли
- Ана Валерия Дини — Азиа
- Илона Элкин — Изабелла, секретарь Трески
- Ян Этчеверри — Карл, партнёр Билла
- Реджи Этторе — Алонсо, фабричный мастер
- Джордж Эванс — эстрадный певец
- Джон Фариначчи — Ланца
- Пьерфранческо Фавино — Феличе Буччеллато
- Фрэнк Фонтейн — Карло Гамбино
- Элизабет Фразан — Барбара
- Имма Джидаро — невеста Дель Веккио
- Амели Хадоши — «девушка-кошка»
- Роберт Хайден — Донован
- Джонатан Хиггинс — Джо Кеннеди (в молодости)
- Артур Холден — Саймон
- Мэтт Холланд — Винс «Бешеный пёс» Калл
- Райан Холлиман — механик яхты Кеннеди
- Алекс Ивановичи — флоридский стенограф
- Гай Келада — Гальяно
- Мишель Перрон — Стив Магаддино
- Нил Кроетч — принимающий сотрудник King’s Point
- Мари-Кристин Лабелль — официантка в ресторане Моретти
- Джек Лангедийк — Фил Мангано
- Бёрк Лоуренс — тюремный охранник
- Филип Ле Местр — букмекера у Гаспара
- Пьер ЛеБланк — офицер ФБР
- Пьер Ленуар — нью-йоркский адвокат
- Анджело Леоне — Фрэнк Контачелла
- Джессика Маккензи — Камилла (партнёр Джо по танцам)
- Бонфилд Марку — Роберт Вагнер
- Клаудио Де Виктор — Сал Мангареджина (в титрах: Витторио Клаудио Машьюлли)
- Джозеф Масьелло — Марчеллино
- Уолтер Мэсси — дон Карло Широ
- Гордон Мастен — капитан яхты
- Томас Майкл — клерк мотеля
- Луис Мольтени — отец Альфонсо
- Франко Монтесано — человек Стива Магаддино
- Джон Санфорд Мур — судебный репортёр
- Джозеф Муджео — владелец бара Альфонсо
- Луиджи Наполитано — судья Элрой Ранч
- Наццарено Натале — дон Виченцо
- Мэтт Норклан — Джон Ф. Кеннеди
- Верна Орсини — жена дона Кало
- Джайэнт Густав Клод Оуме — Винсент «Подбородок» Джиганте (в титрах: Джайэнт Густав Оуме)
- Роберт Осорес — Кармайн Десапио
- Джессика Паре — Розали Профачи
- Анджело Пеллегрино — секретный сотрудник полиции
- Паскаль Петарди — Сал Профачи
- Гвидо Пикконе — друг Трески
- Джеймс Рэй — Trooper
- Эник Редбёрн — партнёр Джо Кеннеди по гольфу
- Ричард Робитейлл — сотрудник в чёрной рубашке
- Ховард Розенштейн — Дэвид Вайнсток
- Джон Росс — Питер Морелло
- Роберт Рудман — Альберт из швейной фабрики
- Джулия Руссо — Мария Антония Лабруццо
- Би Мартин Сэйдж — агент ФБР Андерсон
- Нино Самаха — Фрэнк Скэлиз
- Винченцо Сандилиппо — Фредо
- Ральф Сантостефано — Гаспар Милаццо
- Хавьер Сегура — Лоренцо
- Винс Шеффилд — помощник официанта
- Мариуш Сибига — помощник федерального прокурора
- Эндрю Симс — полицейский Брайан
- Дэвид Сиско — полицейский Билл
- Дэннис Ст Джон — клерк железнодорожной станции
- Сэм Стоун — Голдман
- Мишель Таддео — Лапалья
- Мануэль Тадрос — Мими Себелла
- Луз Терсеро — Мэйд Мария
- Феличе Терриага — Карло Ди Бенедетто
- Дино Валиотис — Чарли Ди Бенедетто
- Фабио Валкуанеро — Ник
- Джон Вамвас — Вито Бонвентре
- Аль Вандекруис — Лоуренс Д’Антонио (в титрах: Аль Вандеркруис)
- Андре Васина — парикмахер
- Стефани Веккьо — беременная женщина
- Власта Врана — Франклин Рузвельт
- Марк Уолкер — флоридский адвокат
- Иэн Уотсон — окружной прокурор Нью-Йорка
- Саймон Дзоа — Анджело Бруно
- Марта Дзоффоли — Катарина Бонанно
- Клаудио Зуччет — «Два пальца»
- Дуайт Д. Эйзенхауэр — играет самого себя (хроника, в титрах не указан)
- Жаклин Кеннеди — играет саму себя (хроника, в титрах не указана)
- Джон Ф. Кеннеди — играет самого себя (хроника, в титрах не указан)
- Эрл Уоррен — играет самого себя (хроника, в титрах не указан)
- Норманд Рой — полицейский
- Алексис Дель Веккьо — уличный мальчик (в титрах не указан)
- Дин Патрик Флеминг и Арт Китчинг — флоридские детективы
- Филип Преттен и Стив Баннер — оскорбляющие копы

### В эпизодах
Романо Орзари, Фрэнк Круделе, Дэниэл Пилон, Жан Пьер Бержерон, Бен Басс, Дэниэл Кэш, Даг Мюррэй, Чак Шамата, Роджер Данн, Марк Камачо, Майкл Каруана, Марк Дэнтон, Раймон Десмарто, Джоэль Миллер, Анджело Педари, Витторио Росси, Карло Рота.

## Съёмочная группа
- Режиссёр — Мишель Полетт.
- Продюсеры — Кевин Тирни, Билл Бонанно (исполнительный продюсер), Томмазо Калеви (продюсер: Италия), Рон Гилберт (линейный продюсер), Дэн Полстон (исполнительный продюсер).
- Сценаристы — Билл Бонанно (автор книги), Джозеф Бонанно и Серджо Лалли (авторы книги), Томас Майкл Доннелли (автор телепьесы).
- Оператор — Серж Ладокур.
- Композитор — Ричард Грегуар.
- Художники — Гай Лаланд (постановщик), Луис Дандонно, Марк Рикард, Елена Риччи Поччетто, Пьер Риопел, Марио Давиньон (по костюмам), Мишель Форест, Дэниэл Хэмелин, Кен Мини и Жинетт Робитейлл (по декорациям).
- Монтажёры — Дэнис Папильон и Филипп Рале.